# Morska Jednostka Rakietowa

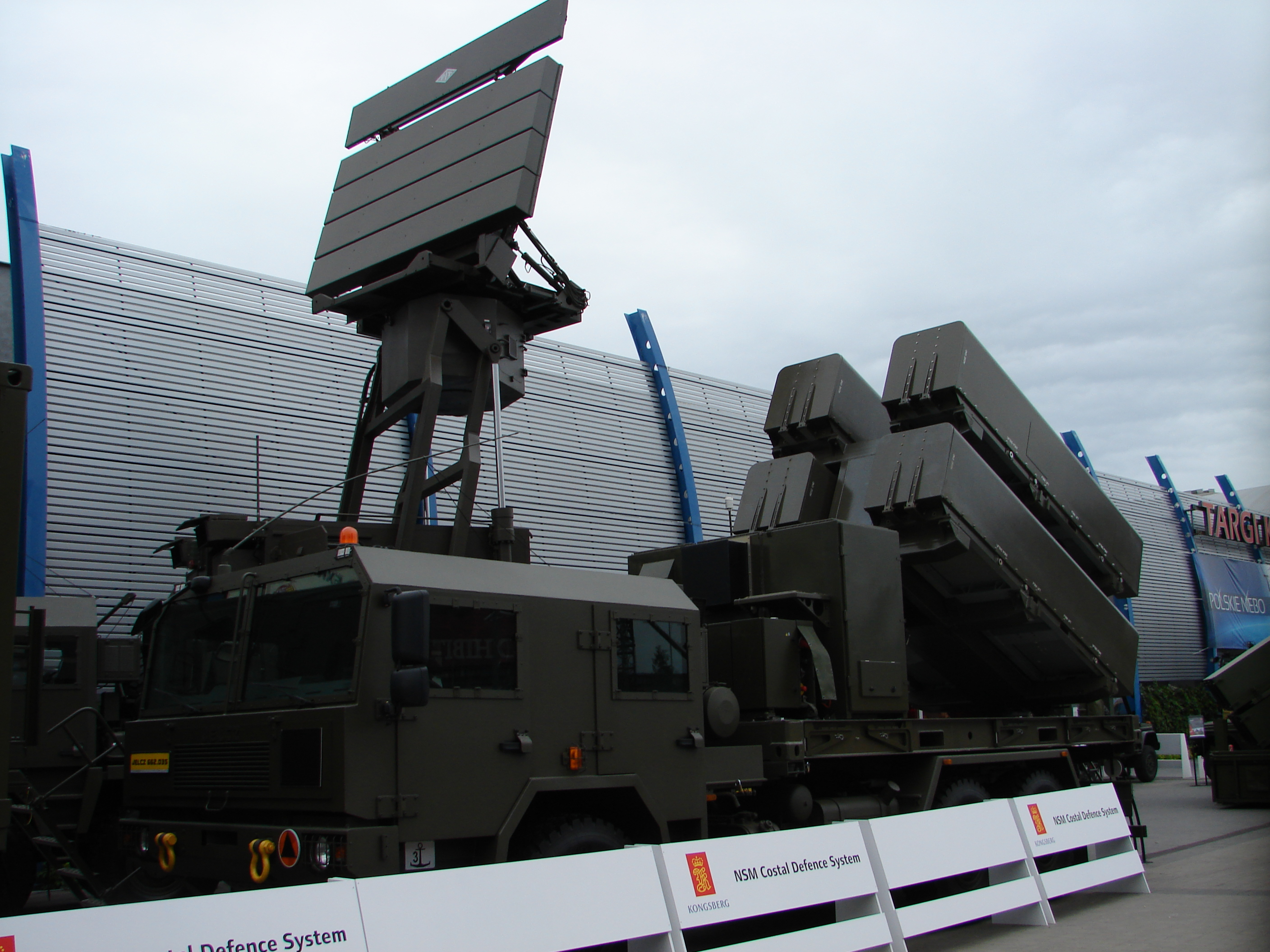
Samobieżna wyrzutnia pocisków NSM oraz stacja radiolokacyjna TRS-15 Odra

Morska Jednostka Rakietowa (MJR) – jednostka brzegowa Marynarki Wojennej wchodząca w skład 3 Flotylli Okrętów. Jednostka ta przeznaczona jest głównie do zwalczania sił okrętowych przeciwnika, osłony Baz Morskich Marynarki Wojennej oraz osłony ważnych obiektów wojskowych i przemysłowych zlokalizowanych wzdłuż wybrzeża. Podstawowym uzbrojeniem są pociski Naval Strike Missile (NSM).

## Historia
Historia jednostki nierozerwalnie wiąże się z Nadbrzeżnym Dywizjonem Rakietowym. Decyzją Ministra Obrony Narodowej z kwietnia 2014 roku, z końcem roku rozformowano Nadbrzeżny Dywizjon Rakietowy, a z jego pododdziałów sformowano Morską Jednostkę Rakietową.
W 2016 i 2019 roku MJR odbyła strzelania ćwiczebne na poligonie w północnej Norwegii.
W 2019 roku elementy MJR przebazowano na ćwiczenia do Estonii, a w 2021 w ramach manewrów Sea Shield-21 do Rumunii. Bateria MJR ponownie uczestniczyła w ćwiczeniach sił Wysuniętej
Obecności NATO Hedgehog 2022 w Estonii w maju–czerwcu 2022 roku. 

## Struktura organizacyjna i uzbrojenie[5][6]
Morska Jednostka Rakietowa składa  się z:
- dowództwo
- sztab
- 1 dywizjon ogniowy
- 2 dywizjon ogniowy
- dywizjon zabezpieczenia.

Moduł bojowy każdego dywizjonu MJR składa się ze: 
- stanowiska dowodzenia (wozu dowodzenia dowódcy dywizjonu)
- dwóch grup bojowych (po trzy wyrzutnie samobieżne)
- plutonu przeciwlotniczego
- grupy ewakuacji medycznej
- plutonu logistycznego

Zasadnicze uzbrojenie stanowią pociski przeciwokrętowe NSM. 
W skład każdego dywizjonu wchodzi:
- 1 wóz dowodzenia dywizjonu (SCV)
- 2 wozy dowodzenia baterii (BCV)
- 3 ruchome węzły łączności (MCC)
- 1 stacja radiolokacyjna (MRV) TRS-15C Odra-C[7]
- 6 wozów kierowania (CCV)
- 6 samobieżnych wyrzutni pocisków (MLV)
- 2 pojazdy do przewozu rakiet (TLV)
- 1 warsztat ruchomy.

Każda samobieżna wyrzutnia pocisków (MLV) posiada miejsce dla czterech kontenerów z rakietami NSM.
Obronę przeciwlotniczą stanowi:
- wóz dowodzenia baterii WD-2001 Rega-1
- stacja radiolokacyjna średniego zasięgu N-22-N(3D)
- 23 mm armaty ciągnione ZU-23-2
- przenośne przeciwlotnicze zestawy rakietowe Grom

## Symbolika i tradycje
Decyzją Nr 114/MON z dnia 22 kwietnia 2016 w jednostce wprowadzono oznakę rozpoznawczą w dwóch wersjach: na mundur wyjściowy i mundur polowy, oraz proporczyk na beret żołnierzy Morskiej jednostki Rakietowej.
Na podstawie Decyzji Nr 163/MON z dnia 20 maja 2016 jednostka przejęła i z honorem kultywuje dziedzictwo tradycji następujących jednostek:
- Pułku Artylerii Nadbrzeżnej w Pucku (1920-1922);
- Dywizjonu Artylerii Nadbrzeżnej (1935-1939);
- Nadbrzeżnego Dywizjonu Rakietowego Marynarki Wojennej (2011-2014).

Tą samą decyzją jednostce nadano imię patrona kmdr Zbigniewa Przybyszewskiego. Doroczne Święta zostało ustalone na dzień 25 czerwca.
Decyzją Nr 187/MON z dnia 11 grudnia 2017 wprowadzono odznakę pamiątkową Morskiej Jednostki Rakietowej.
W dniu 30 czerwca 2019 roku, podczas uroczystości z okazji Święta Marynarki Wojennej jednostce został wręczony sztandar wojskowy. Rodzicami chrzestnymi sztandaru zostali wnuczka patrona MJR Janina Bogusławska – Narloch i kmdr dypl. rez. Stanisław Koryzma - orędownik idei powstania jednostki. 

Insygnia
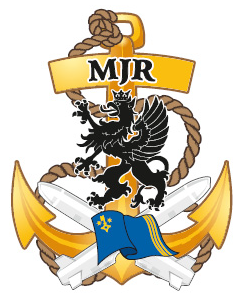
Odznaka pamiątkowa
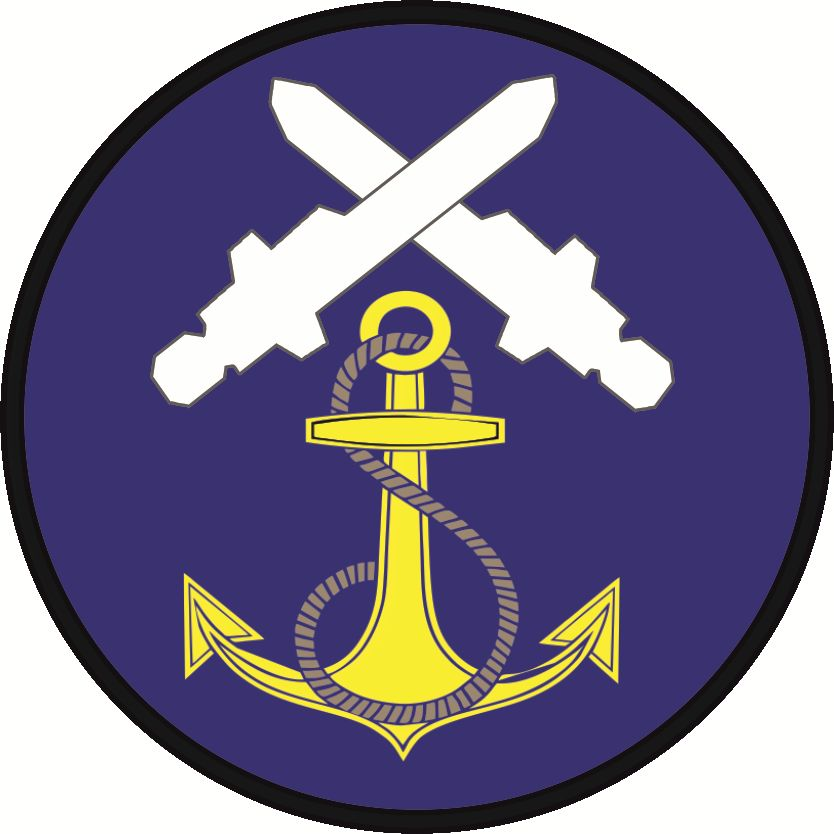
Oznaka rozpoznawcza na mundur wyjściowy
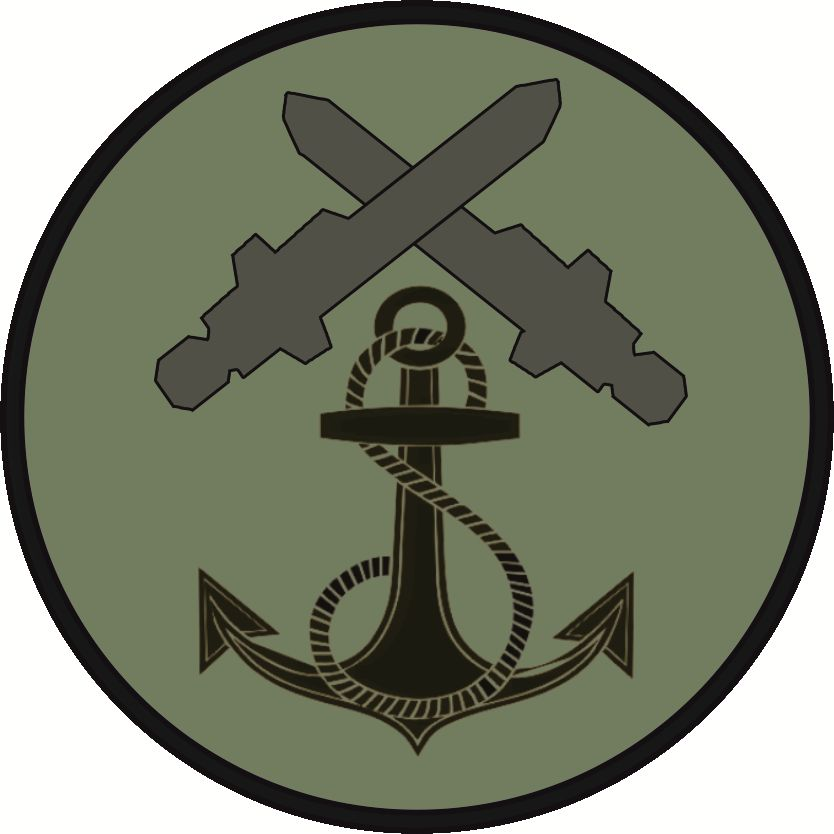
Oznaka rozpoznawcza na mundur polowy
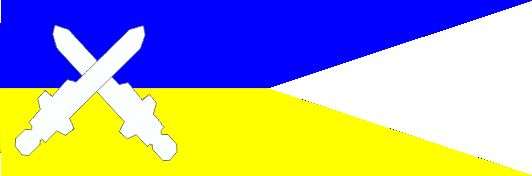
Proporczyk na beret

## Dowódcy
- kmdr Roman Bubel (2015 – 2016)
- kmdr Artur Kołaczyński (listopad 2016 – wrzesień 2019)
- kmdr Przemysław Karaś (październik 2019 – styczeń 2022)
- kmdr Bogdan Tomaszycki (styczeń 2022 – nadal[12])